# Kozmodemiansk
Kozmodemiansk (en ruso: Козьмодемьянск; en mari de las montañas: Цикмӓ, Tsikmä; en mari de la pradera: Чыкма Čykma; chuvasio: Чикме Čikme; versión finesa latinizada del nombre mari: Tsykma) es una ciudad de Rusia situada en la República de Mari-El, situada en la confluencia de los ríos Vetluga y Volga, con las siguientes coordenadas: 56º 20' 12 de latitud norte, y 46º 34' 16 de longitud oeste. Kozmodemyansk es el centro administrativo del Distrito de Gornomariysky de Mari-El. Tiene una población de 22.771 habitantes, según el censo de 2002 (24.746 en el censo soviético de 1989).

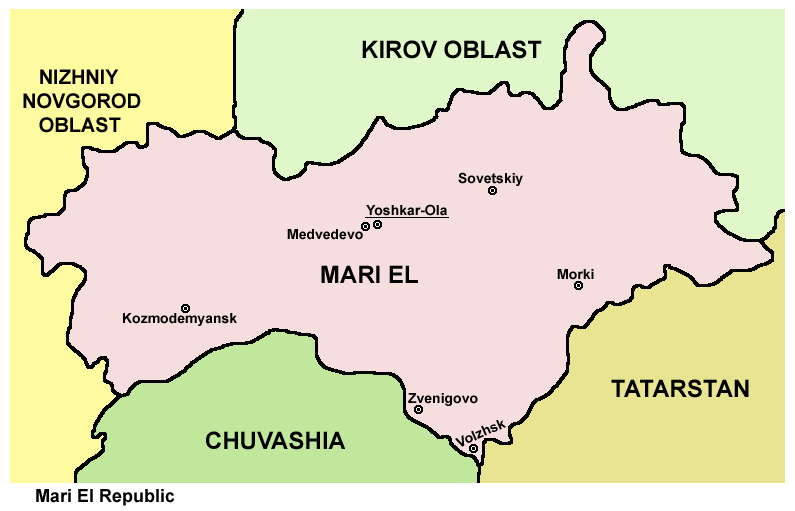
Mapa de Mari-El en el que aparece Kozmodemiansk

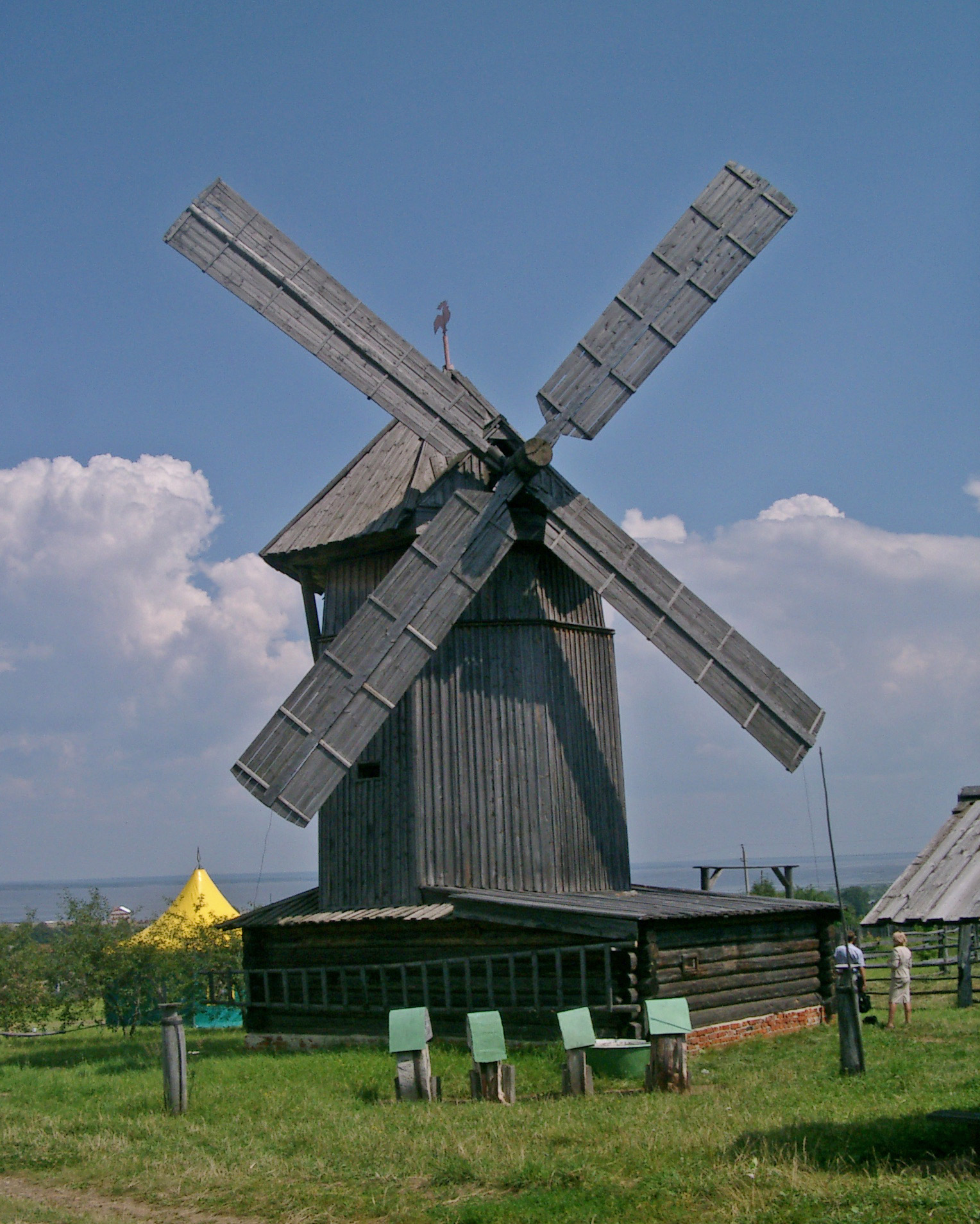
Molino de viento del museo